# Pianosonate nr. 2 (Sciarrino)
Salvatore Sciarrino voltooide zijn Pianosonate nr. 2 (Sonata II) in de lente van 1983. Na zijn eerste pianosonate wachtte de componist drie jaar voordat hij aan een opvolger begon. Het zou vervolgens nog vier jaar duren voordat hij hem afrondde. De pianosonate nr. 2 staat door de toegepaste stiltemomenten dicht bij Sciarrino’s orkestwerken. Het begint met een afwisseling van tonale akkoorden en stiltemomenten. Na ongeveer twee minuten komt er enige variatie in het werk. Toch blijven de akkoorden de muziek domineren. Later gaat de virtuositeit overheersen, maar stiltemomenten en diepe akkoorden blijven aanwezig.
Het werk werd voor het eerst gespeeld tijdens een concert op 9 juni 1983 in Florence tijdens de 46e versie van het muziekfestival Maggio Musicale Fiorentino; uitvoerende was Massimiliano Damerini.

## Discografie
- Uitgave Dynamic Series 2000: Damerini in 1991/1992